# Paralastor neochromus
Paralastor neochromus är en stekelart som beskrevs av Perkins 1914. Paralastor neochromus ingår i släktet Paralastor och familjen Eumenidae. Inga underarter finns listade i Catalogue of Life.